# Tự biết mình (tâm lý học)
Tự biết mình (Self-knowledge) là thuật ngữ tâm lý học mô tả thông tin mà một cá nhân có được trong quá trình tìm câu trả lời cho các câu hỏi như "Tôi là người như thế nào?" và "Tôi là ai?".
Quá trình tìm lời giải cho các câu hỏi trên đây đòi hỏi khả năng tự nhận thức và ý thức về bản thân liên tục (không nên nhầm lẫn với ý thức). Trẻ sơ sinh và tinh tinh thể hiện một số đặc điểm của sự tự nhận thức và năng động tính (agency), nhưng chúng không được coi là có ý thức về bản thân. Tuy nhiên, ở một mức độ nhận thức cao hơn , tự ý thức xuất hiện cùng với tự nhận thức tăng lên, dẫn tới sự xuất hiện của câu hỏi như "Tôi như thế nào?".
Tự biết mình là một thành phần của khái niệm về cái tôi (self-concept). Chính hiểu biết về các đặc điểm của bản thân cùng khao khát thấu hiểu chính mình sẽ tác động đến sự phát triển của nhận thức về bản ngã, ngay cả khi nhận thức đó là chưa hoàn chỉnh.
Khái niệm về cái tôi được cho là cấu thành từ ba khía cạnh chính:
- Bản ngã nhận thức (cognitive self)[3]
- Bản ngã tình cảm (affective self)[4]
- Bản ngã điều hành (executive self)[5]

Bản ngã tình cảm và bản ngã điều hành còn được gọi lần lượt là bản ngã cảm nhận và bản ngã chủ động; chúng đề cập đến các thành phần cảm xúc và hành vi của khái niệm về bản thân. Sự tự biết mình có liên hệ với bản ngã nhận thức ở chỗ động cơ của nó là "kim chỉ nam" cho hành trình tìm kiếm và xác thực nhận thức về con người thực của mình; vì lý do này, bản ngã nhận thức cũng được gọi là bản ngã đã biết (known self). Bản ngã nhận thức được cấu thành từ mọi thứ chúng ta biết (hoặc nghĩ rằng mình biết ) về bản thân - bao gồm các đặc điểm sinh lý như màu tóc, chủng tộc và chiều cao, v.v...; cũng như các đặc điểm tâm lý như niềm tin, giá trị và sở thích, v.v...
Tự biết mình đơn giản có nghĩa là tự kiểm điểm hành vi cá nhân từ góc nhìn của người thứ ba trong các tình huống khác nhau - và sau đó cố gắng xác định nguyên nhân của những vấn đề trong cuộc sống.

## Mối quan hệ với trí nhớ
Sự tự biết mình có ảnh hưởng đến cách não bộ mã hóa (encode) các sự kiện, truy xuất ký ức có chọn lọc, cũng như những kết luận rút ra từ việc diễn giải ký ức . Việc diễn giải phân tích ký ức của bản thân còn được gọi là siêu ký ức (meta memory) và là một thành tố quan trọng của siêu nhận thức (meta cognition).
Mối liên hệ giữa trí nhớ và sự tự biết mình đã được các triết gia và chuyên gia tâm lý học hàng đầu công nhận trong nhiều năm , tuy nhiên việc xác định chính xác ý nghĩa của mối quan hệ này vẫn là một điểm gây tranh cãi.

### Bộ nhớ chuyên biệt
- Nghiên cứu đã chỉ ra rằng chúng ta thường ghi nhớ tốt hơn đối với thông tin được mã hóa liên quan đến bản thân.[10]
- Các dấu hiệu cơ thể, bao gồm những ký ức liên quan đến cảm xúc, có thể có ý nghĩa hoặc không.[11]
- Những bệnh nhân Alzheimer gặp khó khăn trong việc nhận diện các thành viên gia đình chưa cho thấy bằng chứng về khả năng tự biết mình.[12]

### Sự phân chia bộ nhớ
Các lý thuyết truyền thống về bản ngã đã không phân biệt được các nguồn thông tin để hình thành năng lực tự biết mình, đó là bộ nhớ từng hồi (episodic memory) và bộ nhớ ngữ nghĩa (semantic memory). Cả hai đều là thành phần của bộ nhớ khai báo (declarative memory), chứa đựng thông tin về các sự kiện.

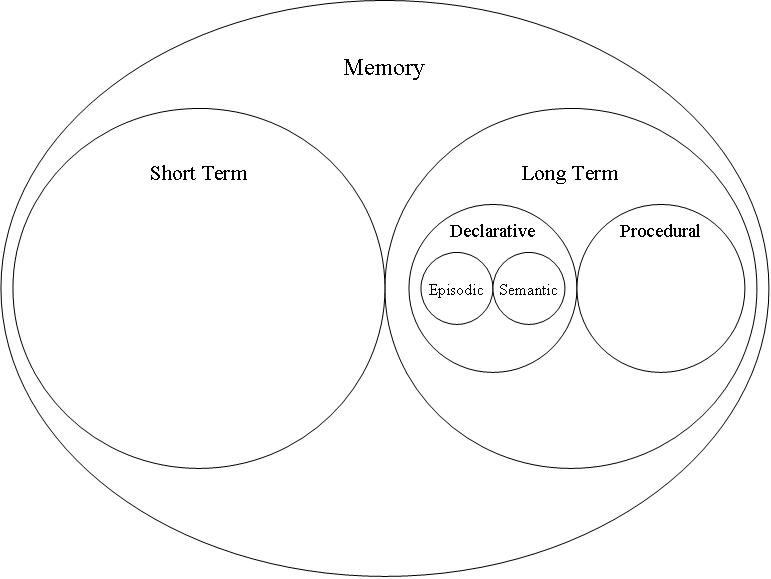
Sơ đồ minh họa cơ bản cho thấy 'vị trí' của bộ nhớ ngữ nghĩa và bộ nhớ từng hồi.

#### Bộ nhớ từng hồi
Bộ nhớ từng hồi (episodic memory) là bộ nhớ kinh nghiệm của mỗi cá nhân, chứa đựng các sự kiện, cảm xúc và kiến thức trong một bối cảnh nhất định.

#### Bộ nhớ ngữ nghĩa
Bộ nhớ ngữ nghĩa (semantic memory) không đề cập đến kiến thức dựa trên nhận thức được lưu trữ về một trải nghiệm cụ thể như bộ nhớ từng hồi. Thay vào đó, nó bao gồm thông tin về ý nghĩa, sự hiểu biết, kiến thức chung về thế giới và thông tin thực tế, v.v... Do đó, kiến thức ngữ nghĩa thì độc lập với bối cảnh và thông tin cá nhân. Bộ nhớ ngữ nghĩa cho phép ta nắm thông tin, bao gồm thông tin về bản thân, mà không cần phải chủ động nhớ lại những trải nghiệm đã mang đến cho ta kiến thức đó.

##### Bản ngã ngữ nghĩa
Con người có thể duy trì ý thức về bản thân dựa trên nhận thức ngữ nghĩa về các sự kiện cá nhân khi không thể tiếp cận trực tiếp với những ký ức mô tả các giai đoạn mà kiến thức đó được hình thành.
- Các cá nhân đã được chứng minh là vẫn duy trì được ý thức về bản thân mặc dù có những khiếm khuyết nghiêm trọng trong việc nhớ lại từng giai đoạn. Ví dụ, đối tượng WJ mắc chứng quên ngược dòng (retrograde amnesia) khiến cô không thể nhớ lại bất kỳ sự kiện nào xảy ra trước khi mất trí nhớ. Tuy nhiên, trí nhớ về những sự kiện cuộc sống tổng thể trong thời gian mất trí nhớ thì vẫn nguyên vẹn.

- Điều này cho thấy rằng một loại kiến thức riêng biệt đã góp phần vào khái niệm bản ngã, vì nhận thức của WJ không thể đến từ trí nhớ từng hồi của cô.
  - Tình trạng tương tự cũng xảy ra ở KC, người bị mất hoàn toàn trí nhớ theo từng giai đoạn, nhưng vẫn biết nhiều thông tin về bản thân mình.

- Cũng có bằng chứng cho thấy bệnh nhân mắc chứng mất trí nhớ nghiêm trọng có thể có nhận thức ngữ nghĩa chính xác và chi tiết về bản thân họ - ví dụ như họ sở hữu những đặc điểm và tính cách cụ thể nào.

Bằng chứng về sự tách biệt giữa tự nhận thức theo từng hồi và theo ngữ nghĩa cho thấy:
1. Bộ nhớ từng hồi không phải là nguồn thông tin duy nhất cho sự tự biết mình, trái ngược với những niềm tin lâu đời. Do đó, khái niệm về sự tự biết mình phải được mở rộng để bao hàm luôn thành phần ngữ nghĩa của ký ức.[18][19]
2. Thông tin về các đặc điểm của bản thân có thể được tiếp cận mà không cần phải truy xuất theo từng đợt. Điều này được thể hiện thông qua nghiên cứu về những người bị suy giảm thần kinh khiến họ không thể nhớ lại những trải nghiệm liên quan đến đặc điểm cá nhân, thế nhưng họ vẫn có thể đưa ra những đánh giá đáng tin cậy và chính xác về bản thân, và thậm chí sửa đổi những đánh giá này dựa trên những trải nghiệm mới mà họ thậm chí không thể nhớ lại.[20]

## Động cơ thúc đẩy
Con người có những mục đích dẫn họ đến việc tìm kiếm, lưu tâm và diễn giải thông tin về bản thân. Có ba động cơ chính dẫn đến mối quan tâm với sự tự biết mình:
- Tự củng cố (Self-enhancement)
- Sự chính xác (Accuracy)
- Sự nhất quán (Consistency)

### Tự củng cố
Xu hướng của con người là mong muốn trải nghiệm các trạng thái cảm xúc tích cực, đồng thời tránh các trạng thái cảm xúc tiêu cực. Nói cách khác, chúng ta luôn được thúc đẩy để cảm thấy tốt về bản thân - rằng mình có giá trị - và tối đa hóa cảm giác tự tôn.

Sự nhấn mạnh vào cảm xúc hơi khác biệt so với cách các lý thuyết trước đây đã định nghĩa nhu cầu tự củng cố.

Theo một số chuyên gia, thuật ngữ này đề cập đến việc con người có xu hướng nghĩ về bản thân theo những hướng thuận lợi, thay vì cảm thấy họ "tốt".

Trong nhiều tình huống và nền văn hóa, cảm giác bản thân có giá trị (self-worth) được nuôi dưỡng bằng cách nghĩ về bản thân là người có năng lực cao hoặc tốt hơn những người cùng trang lứa. Tuy nhiên, trong một số tình huống và nền văn hóa khác, nó lại được nuôi dưỡng bằng cách nghĩ về bản thân là người trung bình hoặc thậm chí tệ hơn những người khác. Trong cả hai trường hợp, những suy nghĩ về bản thân vẫn có tác dụng nâng cao cảm giác tự tôn.
Nhu cầu phổ quát không phải là suy nghĩ về bản thân theo cách cụ thể nào, mà là nhu cầu tối đa hóa cảm giác tự tôn. Đây chính là ý nghĩa của động cơ tự hoàn thiện về phương diện tự biết mình.

#### Lập luận
Ở xã hội phương Tây, cảm giác tự tôn thực chất được thúc đẩy bằng cách nghĩ về bản thân theo hướng tích cực.
- Trong trường hợp này, nhu cầu tự hoàn thiện khiến mọi người tìm kiếm thông tin về bản thân theo cách mà họ có thể kết luận rằng họ thực sự sở hữu những gì họ coi là phẩm chất tích cực.

Xem phần "Lý thuyết tự xác minh".

### Sự chính xác
Nhu cầu về độ chính xác (accuracy) ảnh hưởng đến cách con người tìm kiếm sự tự hiểu biết. Chúng ta thường muốn biết sự thật về bản thân mà không quan tâm rằng liệu câu trả lời sẽ là tích cực hay tiêu cực.
Có ba tác nhân chính cấu thành cơ sở cho nhu cầu này:
- Đôi khi, chúng ta chỉ đơn giản muốn giảm bớt tình trạng không chắc chắn, bị thúc đẩy bởi niềm vui nội tại khi biết được con người thật của mình.
- Một số người tin rằng họ có nghĩa vụ phải biết họ thực sự là như thế nào. Quan điểm này đặc biệt đúng trong thần học và triết học, đặc biệt là chủ nghĩa hiện sinh.
- Thấu hiểu bản chất thực sự của mình đôi khi có thể hỗ trợ việc hiện thực hóa mục tiêu. Sống còn là động lực cơ bản của bất kỳ sinh vật sống nào, và tự biết mình là rất cần thiết để đảm bảo điều đó.[26]

Hiểu biết chính xác về bản thân cũng có thể đóng vai trò quan trọng trong việc tối đa hóa cảm giác tự tôn. Thành công là một trong số những điều khiến ta cảm thấy tốt về bản thân mình, và việc biết mình như thế nào có thể khiến thành công có nhiều cơ hội xảy ra hơn. Việc ý thức bản thân không thể làm tốt một việc gì đó sẽ giúp ta tránh khỏi việc theo đuổi một mục tiêu "bế tắc" có khả năng dẫn đến thất bại.

### Sự nhất quán
Nhiều học giả tin rằng con người có động cơ bảo vệ khái niệm về bản ngã (cũng như sự tự hiểu biết) khỏi sự thay đổi. Động cơ về sự nhất quán (consistency)  này khiến mọi người tìm kiếm và chào đón thông tin nhất quán với những gì họ tin là đúng về bản thân; tương tự như vậy, họ sẽ tránh né và từ chối thông tin thể hiện sự không nhất quán với niềm tin của họ. Hiện tượng này cũng được gọi là lý thuyết tự xác minh (self-verification theory).
Không phải ai cũng theo đuổi động cơ tự nhất quán; nhưng ý tưởng này đã đóng một vai trò quan trọng trong nhiều lý thuyết có ảnh hưởng khác, chẳng hạn như lý thuyết bất hòa nhận thức (cognitive dissonance).

#### Lý thuyết tự xác minh
Lý thuyết này được William Swann từ Đại học Texas tại Austin đề xuất vào năm 1983. Theo đó, khi một người phát triển ý tưởng về bản thân họ, họ sẽ cố gắng xác minh các quan điểm liên quan về bản thân.
Có hai động cơ chính được cho là thúc đẩy việc tìm kiếm phản hồi tự xác minh:
- Chúng ta cảm thấy thoải mái và an toàn hơn khi tin rằng người khác nhìn nhận chúng ta theo cùng cách thức như ta tự nhìn nhận chính mình. Việc chủ động tìm kiếm phản hồi tự xác minh giúp tránh được viễn cảnh phát hiện ra rằng mình đã sai lầm trong quan điểm về bản thân.
- Lý thuyết tự xác minh (self-verification theory) cho rằng tương tác xã hội sẽ diễn ra suôn sẻ và có lợi hơn khi người khác nhìn nhận chúng ta theo cùng cách chúng ta nhìn nhận chính mình. Điều này mang đến lý do thứ hai để tìm kiếm phản hồi tự xác minh một cách có chọn lọc.

Những yếu tố này dẫn đến vấn đề khi xem xét trường hợp của những người có lòng tự trọng thấp. Cụ thể, những ai có quan điểm tiêu cực về bản thân sẽ chọn lọc tìm kiếm phản hồi tiêu cực để xác minh quan điểm của họ. Điều này hoàn toàn trái ngược với động cơ tự củng cố cho rằng con người bị thúc đẩy bởi mong muốn cảm thấy tốt về bản thân.

## Cơ sở thông tin
Có ba nguồn thông tin mà một cá nhân có thể sử dụng để làm nền tảng cho sự tự biết mình:
- Thế giới thể lý
- Thế giới xã hội
- Thế giới tâm lý

### Thế giới thể lý
Thế giới thể lý nhìn chung mang lại một nguồn thông tin trực quan, dễ quan sát và dễ đo lường về bản thân. Thông tin mà cá nhân có thể thu thập được từ thế giới này bao gồm:
- Cân nặng.
- Sức mạnh.
- Chiều cao.

#### Hạn chế
- Nhiều phẩm chất không thể đo lường được trong thế giới thể lý, chẳng hạn như lòng tốt, sự thông minh và chân thành.
- Ngay cả khi các thuộc tính có thể được đánh giá bằng cách tham chiếu đến thế giới thể lý, kiến thức mà chúng ta có được không nhất thiết là cái mà ta đang tìm kiếm. Mỗi phép đo chỉ đơn giản là một phép đo tương đối với mức độ của thuộc tính đó.
  - Điều này có nghĩa là bất kỳ phép đo nào cũng chỉ có ý nghĩa khi nó được diễn đạt theo phép đo của những phép đo khác
  - Phần lớn bản sắc cá nhân của chúng ta do đó đều bị gắn chặt với thế giới xã hội thông qua các phép so sánh.

### Thế giới xã hội
Bản chất so sánh của nhận thức về bản thân có nghĩa là mọi người phụ thuộc rất nhiều vào thế giới xã hội khi tìm kiếm thông tin về bản thân. Có hai quá trình quan trọng cần đề cập đến:
- Lý thuyết so sánh xã hội (Social Comparison Theory)[26]
- Đánh giá phản ánh (Reflected Appraisals)

#### So sánh xã hội
Con người thường so sánh các thuộc tính của mình với người khác và rút ra suy luận về bản thân họ như thế nào. Tuy nhiên, kết luận mà họ rút ra cuối cùng phụ thuộc vào việc họ so sánh bản thân với ai. Nhu cầu về sự tự biết mình được cho là đã thúc đẩy quá trình so sánh xã hội, và các nhà nghiên cứu cho rằng việc so sánh với những người khác giống chúng ta về những mặt quan trọng sẽ mang lại nhiều thông tin hơn.

##### Những vấn đề của lý thuyết so sánh xã hội
Con người cũng có xu hướng so sánh bản thân với những người khá giả hơn họ một chút (được gọi là so sánh hướng lên - upward comparison ); cũng như với những ai kém hơn hoặc bất lợi hơn mình một chút (được gọi là so sánh hướng xuống - downward comparison).
Ngoài ra, còn có bằng chứng đáng kể cho thấy nhu cầu tự biết mình không phải là yếu tố duy nhất - cũng không phải là yếu tố quan trọng nhất thúc đẩy quá trình so sánh xã hội, mà chính nhu cầu cảm thấy tốt về bản thân đã ảnh hưởng đến quá trình so sánh xã hội.

#### Đánh giá phản ánh
Đánh giá phản ánh (Reflected appraisals) xảy ra khi một cá nhân quan sát cách người khác phản ứng với họ. Quá trình này lần đầu tiên được nhà xã hội học Charles H. Cooley giải thích vào năm 1902 như một phần trong cuộc thảo luận về "cái tôi trong gương" (looking-glass self), mô tả cách chúng ta nhìn nhận bản thân mình được phản chiếu ra sao trong mắt người khác. Ông lập luận rằng cảm xúc đối với bản thân được xác định về mặt xã hội thông qua một quá trình ba bước:

"Ý niệm về bản thân có ba yếu tố nguyên tắc: trí tưởng tượng về sự xuất hiện của chúng ta đối với người khác; trí tưởng tượng về sự phán đoán của người đó về sự xuất hiện đó; và cảm giác về bản thân, chẳng hạn như lòng tự hào hoặc sự tủi nhục. Điều khiến chúng ta tự hào hay xấu hổ không phải là sự phản chiếu máy móc đơn thuần về bản thân chúng ta, mà là một tình cảm được gán ghép, tác động tưởng tượng của sự phản chiếu này lên tâm trí của người khác." (Cooley, 1902, tr. 153)

Nói một cách đơn giản, có ba giai đoạn nhận thức như sau:
1. Chúng ta tưởng tượng mình trông như thế nào trong mắt người khác.
2. Sau đó, chúng ta tưởng tượng xem người đó đang đánh giá chúng ta như thế nào.
3. Sự đánh giá tưởng tượng khiến chúng ta cảm thấy tốt hay xấu, tùy theo phán đoán cụ thể.

Đây là một mô hình mang tính chất hiện tượng học.
Năm 1963, John W. Kinch đã điều chỉnh mô hình của Cooley để giải thích rằng chính suy nghĩ, không phải cảm xúc của cá nhân về bản thân mới có sự phát triển.
Ba giai đoạn của Kinch bao gồm:
1. Đánh giá thực tế (Actual appraisals) - những gì người khác thực sự nghĩ về chúng ta.
2. Đánh giá nhận thức (Perceived appraisals) - nhận thức của chúng ta về những đánh giá này.
3. Tự đánh giá (Self-appraisals) - ý tưởng của chúng ta về bản thân dựa trên những đánh giá nhận thức được.

Mô hình này cũng đi theo phương pháp tiếp cận hiện tượng học.

##### Lập luận phản bác các mô hình đánh giá phản ánh
Đã có nhiều lập luận phản bác được đưa ra:
- Con người thường không giỏi trong việc biết người khác nghĩ gì về họ.[40]
  - Felson tin rằng điều này là do rào cản giao tiếp và các chuẩn mực xã hội áp đặt, đặt ra giới hạn đối với thông tin mà ta nhận được từ người khác. Điều này đặc biệt đúng khi phản hồi là tiêu cực; chúng ta hiếm khi đưa ra phản hồi tiêu cực cho nhau, vì vậy mọi người hiếm khi kết luận rằng người khác không thích họ hoặc đang đánh giá họ một cách tiêu cực.
- Mặc dù phần lớn không thể biết một người cụ thể đang đánh giá họ như thế nào, chúng ta vẫn có thể biết những người khác nói chung đang nghĩ gì.[41]
  - Mô hình đánh giá phản ánh giả định rằng các đánh giá thực tế quyết định các đánh giá được nhận thức. Mặc dù điều này có thể thực sự xảy ra, ảnh hưởng của một biến thứ ba cũng có thể tạo ra mối liên hệ giữa hai biến này.

Trình tự đánh giá phản ánh có thể mô tả chính xác các mô hình trong thời thơ ấu do lượng phản hồi lớn mà trẻ sơ sinh nhận được từ cha mẹ, nhưng dường như ít liên quan hơn trong cuộc sống sau này. Điều này là do con người vốn không thụ động, như trong mô hình giả định. Chúng ta luôn xử lý thông tin từ thế giới xã hội một cách chủ động và có chọn lọc. Khi ý tưởng của một người về bản thân họ hình thành, những ý tưởng này cũng ảnh hưởng đến cách thức thu thập và diễn giải thông tin mới, và do đó chu kỳ này lại tiếp tục.

### Thế giới tâm lý
Thế giới tâm lý đề cập đến "thế giới bên trong" của chúng ta. Có ba quá trình ảnh hưởng đến cách con người tiếp thu kiến thức về bản thân:
- Nội quan (Introspection)
- Quá trình tự nhận thức (Self-perception processes)
- Sự quy kết nhân quả (Causal attributions)

#### Nội quan
Nội quan (Introspection) bao gồm việc nhìn vào bên trong thái độ, cảm xúc và suy nghĩ của chúng ta để tìm ra ý nghĩa.
Quá trình này đôi khi có thể dẫn đến nhận thức có ý nghĩa về bản thân. Tuy nhiên, tính chính xác của nội quan đã bị đặt dấu hỏi kể từ những năm 1970. Nhìn chung, nội quan dựa trên các lý thuyết giải thích của cá nhân về bản thân và thế giới của xung quanh.
So sánh các nguồn nội quan. Có một niềm tin rằng các dạng suy nghĩ tự phát mang đến sự tự hiểu biết có ý nghĩa hơn so với suy nghĩ có chủ đích. Morewedge, Giblin và Norton (2014) phát hiện ra rằng suy nghĩ càng tự phát thì sự hiểu biết về bản thân đi kèm với nó càng nhiều. Ngoài ra, suy nghĩ càng có ý nghĩa thì nó càng ảnh hưởng đến phán đoán và ra quyết định.

##### Lập luận phản bác lại nội quan
Vẫn chưa rõ liệu sự tự vấn có luôn thúc đẩy sự tự biết mình hay không. Việc suy nghĩ quá nhiều về lý do đằng sau cảm giác của chúng ta về một điều gì đó đôi khi có thể dẫn tới sự bối rối và làm suy yếu sự tự hiểu biết thực sự.
Những người ở trong trạng thái tự vấn thường kém chính xác hơn khi dự đoán hành vi tương lai của chính họ và ít hài lòng hơn với các lựa chọn và quyết định của họ. Ngoài ra, điều quan trọng cần lưu ý là sự tự vấn chỉ cho phép khám phá tâm trí có ý thức và không tính đến các động cơ và quá trình vô thức, như Freud đã chỉ ra.

#### Quá trình tự nhận thức
Công trình của Wilson dựa trên giả định rằng mọi người không phải lúc nào cũng nhận thức được lý do tại sao họ lại cảm thấy theo cách họ làm. Lý thuyết tự nhận thức của Bem cũng đưa ra giả định tương tự.
Lý thuyết này quan tâm đến cách mọi người giải thích hành vi của họ. Theo đó, mọi người không phải lúc nào cũng biết lý do tại sao họ làm những gì họ làm. Khi điều này xảy ra, họ suy ra nguyên nhân của hành vi của mình bằng cách phân tích hành vi của họ trong bối cảnh mà nó xảy ra. Những người quan sát bên ngoài hành vi sẽ đi đến một kết luận tương tự như cá nhân thực hiện hành vi đó. Sau đó, các cá nhân rút ra kết luận hợp lý về lý do tại sao họ cư xử như vậy.

"Cá nhân "biết" thái độ, cảm xúc và các trạng thái nội tâm khác của chính họ một phần bằng cách suy ra chúng từ các quan sát về hành vi công khai của chính họ và/hoặc các hoàn cảnh mà hành vi này xảy ra. Do đó, trong trường hợp các tín hiệu nội tâm yếu, mơ hồ hoặc không thể diễn giải, thì cá nhân về mặt chức năng ở cùng vị trí với một người quan sát bên ngoài, một người quan sát nhất thiết phải dựa vào những tín hiệu bên ngoài đó để suy ra các trạng thái bên trong của cá nhân." (Bem, 1972, tr.2)

Lý thuyết này đã được áp dụng cho nhiều hiện tượng khác nhau. Trong những điều kiện cụ thể, con người đã được chứng minh là có thể suy ra thái độ, cảm xúc, và động cơ theo cùng một cách được lý thuyết mô tả.
Tương tự như nội quan, nhưng ở đây có một điểm khác biệt quan trọng: với nội quan, chúng ta trực tiếp xem xét thái độ, cảm xúc và động cơ của mình. Trong khi đó, với các quá trình tự nhận thức, chúng ta gián tiếp suy ra thái độ, cảm xúc và động cơ cá nhân bằng cách phân tích hành vi của mình.

#### Sự quy kết nhân quả
Quy kết nhân quả (Causal attributions) là thành phần quan trọng của sự tự biết mình, đặc biệt khi quy kết cho các sự kiện tích cực và tiêu cực. Các yếu tố chính trong lý thuyết tự nhận thức là những lời giải thích mà mọi người đưa ra cho hành động của họ, những lời giải thích này được gọi là quy kết nhân quả.
Sự quy kết này mang lại câu trả lời cho câu hỏi "Tại sao?" bằng cách quy kết hành vi của cá nhân (bao gồm cả hành vi của bản thân) cho một nguyên nhân.
Con người cũng trở nên tự biết mình hơn thông qua việc quy kết hành vi của người khác; ví dụ "Nếu không ai muốn dành thời gian cho tôi thì chắc hẳn là vì tôi nhàm chán".

## Kích hoạt
Mỗi cá nhân nghĩ về bản thân theo nhiều cách khác nhau, nhưng chỉ một vài trong số những ý tưởng này là được kích hoạt tại một thời điểm nhất định. Ý tưởng cụ thể được kích hoạt tại một thời điểm nhất định được gọi là Sự tự biểu hiện hiện tại (Current Self-Representation). Các học giả đã đề cập đến điều này theo nhiều tên gọi khác nhau:
- Bản ngã phi thường (Phenomenal self)[52]
- Bản ngã tự phát (Spontaneous self-concept)[53]
- Tự nhận dạng (Self-identifications)[54]

Sự tự biểu hiện hiện tại ảnh hưởng đến quá trình xử lý thông tin, cảm xúc và hành vi và chịu ảnh hưởng bởi cả yếu tố cá nhân và hoàn cảnh.

### Yếu tố cá nhân

#### Khái niệm về bản ngã
Bản ngã, hay cách mọi người nghĩ về bản thân là yếu tố cá nhân quan trọng nhất ảnh hưởng đến sự tự thể hiện hiện tại.

#### Lòng tự trọng
Lòng tự trọng (Self-esteem) ảnh hưởng đến cách cá nhân cảm nhận về bản thân. Những ai có lòng tự trọng cao có nhiều khả năng nghĩ về bản thân theo hướng tích cực tại một thời điểm nhất định hơn những người có lòng tự trọng thấp.

#### Tâm trạng
Trạng thái tâm trạng ảnh hưởng đến khả năng hình thành các quan điểm tích cực và tiêu cực về bản thân.
Khi vui vẻ, chúng ta có xu hướng nghĩ nhiều hơn về những phẩm chất và đặc điểm tích cực của mình; ngược lại, khi cảm thấy buồn, những phẩm chất và đặc điểm tiêu cực của chúng ta trở nên "nổi bật" hơn hẳn.
Mối liên hệ này đặc biệt thấy rõ ở những người có lòng tự trọng thấp.

#### Mục tiêu
Con người có thể chủ ý kích hoạt các quan điểm bản thân cụ thể. Chúng ta lựa chọn hình ảnh phù hợp về bản thân tùy thuộc vào vai trò mà chúng ta muốn đóng trong một tình huống nhất định.
Một mục tiêu cụ thể ảnh hưởng đến việc kích hoạt quan điểm bản thân là mong muốn cảm thấy tốt về chính mình.

### Yếu tố tình huống

#### Vai trò xã hội
Cách một người nghĩ về bản thân mình phụ thuộc phần lớn vào vai trò xã hội mà họ đang đóng. Vai trò xã hội ảnh hưởng đến bản sắc cá nhân của chúng ta.

#### Bối cảnh xã hội & mô tả bản thân
Con người có xu hướng nghĩ về bản thân theo cách giúp phân biệt họ với môi trường xã hội xung quanh.
- Thuộc tính càng đặc biệt thì càng có khả năng được dùng để mô tả bản thân.

Sự khác biệt cũng ảnh hưởng đến sự nổi bật của bản sắc nhóm.
Lý thuyết tự phân loại (Self-categorization theory) đề xuất rằng việcc cá nhân có suy nghĩ về bản thân mình theo nhóm xã hội hay các bản sắc cá nhân khác nhau hay không phụ thuộc một phần vào bối cảnh xã hội.
- Bản sắc nhóm thường nổi bật hơn trong bối cảnh liên nhóm.

##### Quy mô nhóm
Quy mô của nhóm ảnh hưởng đến mức độ nổi bật của bản sắc nhóm. Các nhóm thiểu số có tính đặc biệt hơn, do đó bản sắc nhóm phải nổi bật hơn ở các thành viên nhóm thiểu số so với các thành viên nhóm đa số.

##### Trạng thái nhóm
Sự kết hợp giữa trạng thái nhóm với quy mô nhóm ảnh hưởng đến mức độ nổi bật của bản sắc xã hội.

#### Bối cảnh xã hội & tự đánh giá
Môi trường xã hội có ảnh hưởng đến cách mọi người tự đánh giá bản thân thông qua quá trình so sánh xã hội.

##### Hiệu ứng tương phản (The contrast effect)
Con người thường coi mình ở đầu đối diện của của một đặc điểm nhất định so với những người trong nhóm của họ. Tuy nhiên, hiệu ứng này đã bị chỉ trích về việc liệu nó có phải là hiệu ứng chính hay không, vì nó dường như chia sẻ không gian với hiệu ứng đồng hóa; theo đó, chúng ta thường đánh giá bản thân tích cực hơn khi ở cùng những người là tấm gương mẫu mực về một số khía cạnh nhất định.
- Hiệu ứng đồng hóa hay tương phản chiếm ưu thế phụ thuộc vào sự gần gũi về mặt tâm lý; những ai cảm thấy bị ngắt kết nối về mặt tâm lý với môi trường xã hội thì có xu hướng biểu hiện hiệu ứng tương phản nhiều hơn. Hiệu ứng đồng hóa xảy ra khi chủ thể cảm thấy được kết nối về mặt tâm lý với môi trường xã hội của họ.[64]

#### Những người quan trọng khác & tự đánh giá
Việc tưởng tượng xem bản thân được nhìn nhận trước mặt người khác ra sao có tác động đến cách chúng ta nghĩ về bản thân mình.

#### Sự kiện gần đây
Những sự kiện gần đây có thể khơi gợi quan điểm cụ thể về bản thân, có thể là kết quả trực tiếp của thất bại hoặc thông qua tâm trạng.
Mức độ ảnh hưởng phụ thuộc vào các biến số cá nhân. Ví dụ, những người có lòng tự trọng cao không biểu hiện hiệu ứng này và đôi khi còn hành động ngược lại.
Ký ức về các sự kiện trước đó ảnh hưởng đến cách con người suy nghĩ về bản thân mình.
Fazio và cộng sự phát hiện ra rằng trí nhớ chọn lọc đối với các sự kiện trước đây có thể tạm thời kích hoạt các biểu diễn tự thân, khi được kích hoạt, các biểu diễn này sẽ định hướng hành vi của chúng ta.

## Khiếm khuyết

### Phân loại cụ thể

#### Hiểu lầm
- Thiếu hụt hiểu biết về bản thân hiện tại.
- Lý trí mà thiếu cảm xúc sẽ làm phá vỡ năng lực tự nhận thức.

#### Nhớ nhầm
- Thiếu hụt hiểu biết về bản thân trong quá khứ.
- Nhận thức hiện tại lấn át nhận thức trong quá khứ.
- Những lý thuyết sai lầm ảnh hưởng đến bộ nhớ về bản thân.

#### Dự đoán sai
- Thiếu hiểu biết về bản thân trong tương lai.
- Nhận thức về hiện tại lấn át nhận thức trong tương lai.
- Dự đoán về tình cảm (affective forecasting) có thể bị ảnh hưởng bởi thiên kiến tác động (impact/ durability bias).